# BKW Energie
Pour les articles homonymes, voir BKW et Forces motrices.
BKW Energie SA (BKW) ou Forces motrices bernoises (FMB) est une des plus importantes entreprises suisses de fourniture d'électricité. BKW signifie Bernische Kraftwerke. Son domaine de couverture comprend le canton de Berne, du Jura ainsi qu'une partie du canton de Neuchâtel. Plus de 50 % du capital est détenu par le canton de Berne.
En septembre 2020, BKW injecterait environ 3 millions de francs pour moderniser la centrale hydroélectrique de Sanetsch.

## Usines
- 7 centrales hydroélectriques
- Centrale nucléaire de Mühleberg

## Délégations régionales
Pour l'ensemble de la région couverte, l'entreprise possède plusieurs délégations régionales dans les localités de : Porrentruy, Delémont, Bienne, Wangen, Langnau, Spiez, Gstaad et Bulle.